# SK∞ 에스케이 에이트
《SK∞ 에스케이 에이트》(SK∞ エスケーエイト)는 일본의 애니메이션이다. 2021년 1월 10일부터 4월 4일까지 아사히 방송, TV 아사히의 ANiMAZiNG!!!에서 방영되었다.